# Уестминстър (Колорадо)
Вижте пояснителната страница за други значения на Уестминстър.
Уестминстър (на английски: Westminster) е град в окръг Адамс, щата Колорадо, САЩ. Уестминстър е с население от 112 812 жители (2017) и обща площ от 85,1 km². Намира се на 1641 m надморска височина. ЗИП кодът му е 80003, 80005, 80020-80021, 80023, 80030-80031, 80035-80036, 80221, 80234, 80241, 80260, а телефонният му код е 303, 720.